# Lake Park (Iowa)
Lake Park é uma cidade localizada no estado americano de Iowa, no Condado de Dickinson.

## Demografia
Segundo o censo americano de 2000, a sua população era de 1023 habitantes.
Em 2006, foi estimada uma população de 1003, um decréscimo de 20 (-2.0%).

## Geografia
De acordo com o United States Census Bureau tem uma área de
4,0 km², dos quais 3,9 km² cobertos por terra e 0,1 km² cobertos por água. Lake Park localiza-se a aproximadamente 454 m acima do nível do mar.

## Localidades na vizinhança
O diagrama seguinte representa as localidades num raio de 20 km ao redor de Lake Park.